# Peter Bjorn and John
Peter Bjorn and John (transkr. Pеter Bjеrn end Džon) su švedska muzička grupa iz Stokholma. Najpoznatiji su po svom singlu Young Folks iz 2006. godine, koji su snimili u saradnji s pevačicom Viktorijom Bergsman, tadašnjom članicom grupe The Concretes.
Naziv grupe sačinjen je od imena njenih članova: Petera Morena, Bjerna Itlinga i Džona Eriksona.

## Članovi
- Peter Moren — vokal, gitara, usna harmonika
- Bjern Itling — bas-gitara, klavijature, vokal
- Džon Erikson — bubanj, udaraljke, vokal

## Diskografija

### Studijski albumi
- (2002)
- (2004)
- (2006)
- (2008)
- (2009)
- (2011)
- (2016)
- (2018)
- (2020)

## Spoljašnje veze
- Zvanični veb-sajt
- na sajtu Diskogs
- na sajtu Jutjub
- na sajtu Fejsbuk
- na sajtu Instagram
- na sajtu Majspejs